# Mute (pel·lícula)
Mute és una pel·lícula britànico-alemanya de ciència-ficció dirigida per Duncan Jones, estrenada el 2018.

## Argument
Ens situam en el Berlin del futur. Leo Beiler (Skarsgård), un barman mut, té una única raó per viure aquí, i ella ha desaparegut.

## Repartiment
- Alexander Skarsgård: Leo Beiler
- Paul Rudd: Cactus Bill
- Justin Theroux: Duck

## Al voltant de la pel·lícula
La pel·lícula ha estat descrita per Jones com una "seqüela espiritual" de la seva pel·lícula Moon, fortament inspirada en la pel·lícula de Ridley Scott, Blade Runner (1982). Ha rebut crítiques negatives i comparacions amb Blade Runner desfavorables per part de molts crítics. Durant el desenvolupament de la pel·lícula, Jones havia expressat el seu desig de que Sam Rockwell reprengués el seu paper de Moon en una mena de cameo que servís d'epíleg per al personatge i que la pel·lícula seria el segon lliurament en una trilogia que consisteix en Moon, Mute i encara per anunciar-se la tercera pel·lícula.

## Música
Clint Mansell va compondre la partitura de la pel·lícula. En una sèrie de publicacions d'Instagram titulades ‘Mute & Me’, va citar la cultura del Berlín del segle XX com una influència important, afirmant que "Berlín ha estat, i continua sent, un bressol cultural del nostre temps". Mansell es va influenciar de múltiples formes de la cultura berlinesa, incloent "poetes i artistes, músics i filòsofs, somiadors i borratxos, amants i perduts i solitaris, salvatges, bells i maleïts". Durant la investigació de fons per a la pel·lícula, Mansell va afirmar haver-se inspirat en obres de l'expressionisme alemany com ara Metropolis, el drama ‘M’, així com en obres de cinema clàssic i contemporani com In a Lonely Place, Cape Fear, Chinatown, Brick, i la Blood Simple.
Mansell també va mirar els treballs de cineastes de cinema nou alemany com Werner Herzog, Rainer Werner Fassbinder i Wim Wenders i el grup de krautrock Popul Vuh (grup musical) i les seves col·laboracions amb Herzog. Mansell va citar la trilogia d'àlbums Berlin de David Bowie com una influència important en la representació de la cultura berlinesa, juntament amb altres àlbums produïts per Brian Eno.

## Crítica
- "Encara que no es pot negar que és enlluernador en l'apartat visual, aquest efectista noir futurista de Duncan Jones no té gens interessant a dir."[2]

- "Una versió de 'Blade Runner' catastròficament mal concebuda amb una actuació tremendament insulsa d'Alexander Skårsgard (…) Puntuació: ★ (sobre 5)"[3]

- "Diu menys del que vol dir (...) L'atmosfera ombrívola i bella aclapara a les seves idees sobre l'amor, la paternitat, el crim i el càstig. La història no acaba de funcionar com a conjunt"[4]